# Riuscirà il nostro eroe a ritrovare il più grande diamante del mondo?
Riuscirà il nostro eroe a ritrovare il più grande diamante del mondo? è un film del 1971, l'ultimo diretto da Guido Malatesta.

## Trama
Jimmy Logan, un detective, cerca di recuperare un diamante della corona britannica, rubato dal capo infedele dei servizi segreti inglesi. Dopo aver svolto pericolose indagini a Montecarlo, Beirut e Amburgo, scopre ultimamente che il quartier generale dei ladri è in un manicomio. Purtroppo il favoloso diamante terminerà la sua corsa sotto un rullo compressore.